# Agrodiaetus
Agrodiaetus es un género de mariposas (Lepidoptera) de la familia Lycaenidae. Los miembros de este género (o subgénero) se encuentran en la Región Paleártica. Este clásico género, es considerado por algunos autores actuales como un subgénero de Polyommatus; en cambio, otros autores, siguen considerándolo como un género válido.

## Especies
Algunas especies de Agrodiaetus son sinónimos:
- Agrodiaetus actinides
- Agrodiaetus actis
- Agrodiaetus acuta
- Agrodiaetus admetus
- Agrodiaetus aedon
- Agrodiaetus afghanica
- Agrodiaetus afghanistana
- Agrodiaetus agenjoi
- Agrodiaetus agraphomena
- Agrodiaetus ainsae
- Agrodiaetus alcestis
- Agrodiaetus alpestris
- Agrodiaetus altaica
- Agrodiaetus altaiensis
- Agrodiaetus altivagans
- Agrodiaetus amasyensis
- Agrodiaetus anatoliensis
- Agrodiaetus ansonia
- Agrodiaetus anticodiscoelongata
- Agrodiaetus antidolus
- Agrodiaetus araratensis
- Agrodiaetus aroaniensis
- Agrodiaetus aserbeidschana
- Agrodiaetus askhabadica
- Agrodiaetus athis
- Agrodiaetus ausonia
- Agrodiaetus avajica
- Agrodiaetus baltazardi
- Agrodiaetus barthae
- Agrodiaetus baytopi
- Agrodiaetus beureti
- Agrodiaetus biton
- Agrodiaetus bivittata
- Agrodiaetus bogra
- Agrodiaetus brandti
- Agrodiaetus cabrerae
- Agrodiaetus caerulea
- Agrodiaetus carmon
- Agrodiaetus centralitalica
- Agrodiaetus cerulea
- Agrodiaetus cespica
- Agrodiaetus ciscaucasica
- Agrodiaetus coerulea
- Agrodiaetus crassipuncta
- Agrodiaetus crassipunctata
- Agrodiaetus cyanea
- Agrodiaetus dagestanica
- Agrodiaetus dama
- Agrodiaetus damalis
- Agrodiaetus damocles
- Agrodiaetus damon = Polyommatus damon
- Agrodiaetus damone
- Agrodiaetus damonides
- Agrodiaetus deebi
- Agrodiaetus demavendi
- Agrodiaetus difficillima
- Agrodiaetus dolus
- Agrodiaetus duplicata
- Agrodiaetus eberti
- Agrodiaetus ectabanensis
- Agrodiaetus elachista
- Agrodiaetus elbursica
- Agrodiaetus eriwanensis
- Agrodiaetus eurypilus
- Agrodiaetus evansi
- Agrodiaetus ex
- Agrodiaetus exoculata
- Agrodiaetus exuberans
- Agrodiaetus fabressei
- Agrodiaetus ferretis = Polyommatus fabressei
- Agrodiaetus firdussii
- Agrodiaetus forsteri
- Agrodiaetus fulgens = Polyommatus fulgens
- Agrodiaetus galloi
- Agrodiaetus gargano
- Agrodiaetus hadjina
- Agrodiaetus hamadanensis
- Agrodiaetus hopfferi
- Agrodiaetus humedasae
- Agrodiaetus infralunulata
- Agrodiaetus interjectus
- Agrodiaetus iphidamon
- Agrodiaetus iphigenia
- Agrodiaetus iris
- Agrodiaetus karinda
- Agrodiaetus kendevani
- Agrodiaetus kermansis
- Agrodiaetus khoshyeilaqi
- Agrodiaetus korbi
- Agrodiaetus kotshubeji
- Agrodiaetus kotzschi
- Agrodiaetus krymaea
- Agrodiaetus kurdistanica
- Agrodiaetus maculata
- Agrodiaetus malatiae
- Agrodiaetus maraschi
- Agrodiaetus melania
- Agrodiaetus merzbacheri
- Agrodiaetus merzbacherii
- Agrodiaetus mesopotamica
- Agrodiaetus mofidii
- Agrodiaetus mongolica
- Agrodiaetus mozuelica
- Agrodiaetus munzuricus
- Agrodiaetus nephohiptamenos
- Agrodiaetus nestica
- Agrodiaetus ninae
- Agrodiaetus noguerae
- Agrodiaetus nonacriensis
- Agrodiaetus obsoleta
- Agrodiaetus paracyanea
- Agrodiaetus paralcestis
- Agrodiaetus paravirgilia
- Agrodiaetus pelopi
- Agrodiaetus persica
- Agrodiaetus pfeiffer
- Agrodiaetus phillidis
- Agrodiaetus phyllis
- Agrodiaetus posthumus
- Agrodiaetus posticobasipunctata
- Agrodiaetus preactinides
- Agrodiaetus pseudactis
- Agrodiaetus pseudadmerus
- Agrodiaetus pseudoactis
- Agrodiaetus pseudocyanea
- Agrodiaetus pseudovirgilia
- Agrodiaetus pseudoxerxes
- Agrodiaetus punctata
- Agrodiaetus punctigera
- Agrodiaetus pyrenaica
- Agrodiaetus refulgens
- Agrodiaetus rickmersi
- Agrodiaetus ripartii
- Agrodiaetus rjabovi
- Agrodiaetus rueckbeili
- Agrodiaetus rufolunulata
- Agrodiaetus rufomaculata
- Agrodiaetus rufosaturior
- Agrodiaetus sajanensis
- Agrodiaetus scheffeli
- Agrodiaetus schuriani
- Agrodiaetus sennanensis
- Agrodiaetus sertavulensis
- Agrodiaetus sheljuzhkoi
- Agrodiaetus sibirica
- Agrodiaetus sinensis
- Agrodiaetus splendens
- Agrodiaetus splendida
- Agrodiaetus tankeri
- Agrodiaetus tekkeana
- Agrodiaetus tekkensis
- Agrodiaetus thersites
- Agrodiaetus transcaspica
- Agrodiaetus turanensis
- Agrodiaetus turcicola
- Agrodiaetus turcicus
- Agrodiaetus ultramarina
- Agrodiaetus wagneri
- Agrodiaetus valiabadi
- Agrodiaetus vanensis
- Agrodiaetus wanensis
- Agrodiaetus violetae Polyommatus violetae
- Agrodiaetus violetapunctata
- Agrodiaetus virgilia
- Agrodiaetus vittata
- Agrodiaetus xerxes
- Agrodiaetus zeituna
- Agrodiaetus zhicharevi